# Sylvain Georges
Sylvain Georges (* 1. Mai 1984 in Beaumont) ist ein ehemaliger französischer Straßenradrennfahrer.

## Sportlicher Werdegang
Sylvain Georges begann seine internationale Karriere 2008 bei dem zypriotischen Continental Team A-Style Somn. Nachdem er dort keine nennenswerten Ergebnisse erzielt hatte und er aufgrund der Strukturen des Teams für sich keine Perspektive gesehen hatte, wechselte er zum national registrierten französischen Team Creusot Cyclisme. In seinem ersten Jahr dort gewann er insgesamt 12 Rennen, unter anderem die Eintagesrennen Souvenir Vietto-Gianello, Grand Prix de Peymeinade, Grand Prix de Vougy und Circuit des monts du Livradoissowie jeweils eine Etappe beim Circuit de Saône-et-Loire, bei der Boucles de la Marne und bei der CRA Super 7 Cycle Series. Bei der Tour de Maurice konnte er vier Teilstücke gewinnen und so auch die Gesamtwertung für sich entscheiden. 2010 war Georges bei der Tour des Communes de la Vallée du Bedat, bei einer Etappe des Circuit de Saône-et-Loire und bei einem Teilstück der Tour de Franche Comté Cycliste erfolgreich. 
In der Saison 2011 wurde Georges Mitglied im französischen Continental Team Big Mat-Auber 93. Dort gewann er zwei Etappen und die Gesamtwertung bei der Rhône-Alpes Isère Tour sowie den Grand Prix du Morbihan. Daraufhin erhielt er zur Saison 2012 einen Vertrag beim UCI WorldTeam AG2R La Mondiale. Mit dem Gewinn der sechsten Etappe der Kalifornien-Rundfahrt 2012, die er als Solist für sich entschied, erzielte er den wichtigsten Erfolg seiner Karriere.
Beim Giro d’Italia 2013 wurde Georges positiv auf Heptaminol getestet. Daraufhin wurde er von seinem Team entlassen und vom französischen Radsportverband mit einer sechsmonatigen Sperre wegen Dopings belegt. Die Strafe wurde von der UCI angefochten und letztendlich durch ein Schiedsgericht auf 18 Monate festgelegt. 
2015 kehrte Georges mit dem Team Pro Immo Nicolas Roux in den Wettkampfsport zurück, um den Radsport mit erhobenem Haupt zu verlassen. Mit dem Team gewann er dann 2015 und 2016 jeweils eine Etappe der Tour de Guadeloupe. Nach der Saison 2016 beendete er seine Karriere als Radrennfahrer.

## Erfolge
2011
- Gesamtwertung und zwei Etappen Rhône-Alpes Isère Tour
- Grand Prix de Plumelec-Morbihan

2012
- eine Etappe Tour of California

2015
- eine Etappe Tour de la Guadeloupe

2016
- eine Etappe Tour de la Guadeloupe